# Stefanie Julia Möller
Stefanie Julia Möller (* 5. Dezember 1979 in Berlin) ist eine deutsche Schauspielerin.

## Karriere
Schon im Alter von 15 Jahren spielte Stefanie Julia Möller in Jugend- und Amateurtheatern kleine und große Rollen. Von 2004 bis 2008 studierte sie Schauspiel an der Hochschule für Schauspielkunst „Ernst Busch“ Berlin.
Bei einem Komparsencasting für Gute Zeiten, schlechte Zeiten im Jahr 1999 erhielt sie eine Hauptrolle als Charlotte Bohlstädt, die sie bis 2001 verkörperte. Ihr Ausstieg erregte einiges Aufsehen, da ihre Rolle frühzeitig aus der Serie herausgeschrieben wurde und Stefanie Julia Möller die Produktionsfirma Grundy Ufa daraufhin verklagte. Der Prozess dauerte fast 3 Jahre und nachdem sie in erster Instanz gewann, wurde vor dem Bundesarbeitsgericht für Grundy Ufa entschieden. Gegenstand der Klage war eine Klausel, die aus der Sicht von Möllers Anwälten den Kündigungsschutz umging.
Nach ihrer Zeit bei GZSZ war sie in einigen Kinofilmen und Fernsehproduktionen zu sehen. Vor und nach dem Studium war sie auch als freischaffende Theaterschauspielerin tätig, u. a. als Minna von Barnhelm für die Bad Hersfelder Festspiele und seit der Spielzeit 2008/09 ist sie festes Ensemblemitglied der Städtische Bühnen Münster.

## Theater (Auswahl)
- 1997: Andorra (Max Frisch)
- 1997: Ich, Christiane F.
- 2002: Jedermann (Hugo v. Hofmannsthal) – Buhlschaft
- 2002: Familie Schroffenstein (Heinrich v. Kleist) – Gertrude
- 2005: Die Ratten (Gerhart Hauptmann) – Frau John
- 2005: Blaubart (D. Loher)
- 2005: Das Missverständnis (Albert Camus) – Martha
- 2005: Antigone (Sophokles/H. Müller) – Bote/Ismene
- 2006: Unterbrechen sie mich nicht, ich schweige! (V. Kazakov)
- 2006: Faust (J. W. v. Goethe) – Gretchen
- 2006: Hamlet (William Shakespeare) – Geist/Gertrude
- 2006: Titus Andronicus (W. Shakespeare) – Tamora
- 2007: Der Auftrag (Heiner Müller) – Erste Liebe – (bat), Berlin
- 2008: Minna von Barnhelm (Gotthold Ephraim Lessing) – Bad Hersfelder Festspiele
- 2009: Haram (Ad de Bont) – Aziza – Städtische Bühnen Münster
- 2009: Die Arabische Nacht (Roland Schimmelpfennig) – Franziska Dehke – Städtische Bühnen Münster
- 2009: Don Karlos (Schiller) – Elisabeth von Valois – Städtische Bühnen Münster
- 2010: Der Sprachabschneider (Hans Joachim Schädlich) – Paula – Städtische Bühnen Münster
- 2010: Der Besuch der alten Dame (Friedrich Dürrenmatt) – Bürgerin – Städtische Bühnen Münster
- 2010: Hiob (Joseph Roth) – Menuchim – Städtische Bühnen Münster
- 2010: Buddenbrooks (John von Düffel nach Thomas Mann) – Tony – Städtische Bühnen Münster
- 2014: Platonow (Anton Tschechow) – Sascha, Platonows Frau – Theater Münster
- 2014: Detroit (Lisa D’Amour) – Sharon – Theater Münster Deutsche Erstaufführung

## Filmografie

### Kino
- 1998: Herr K. seiner Tochter ihr Hund
- 2003: Ameisen
- 2004: Wir sehen uns wieder
- 2004: Zeichen
- 2008: Echos, Kurzfilm, Regie: Saschko Frey

### Fernsehen
- 1999–2001: Gute Zeiten, schlechte Zeiten
- 1999: Hallo, Onkel Doc!, Gastauftritt
- 2004: 18 – Allein unter Mädchen
- 2008: Gefühlte XXS – Vollschlank & frisch verliebt